# Kobatovci
Kobatovci (en serbe cyrillique : Кобатовци) est un village de Bosnie-Herzégovine. Il est situé dans la municipalité de Laktaši et dans la république serbe de Bosnie. Selon les premiers résultats du recensement bosnien de 2013, il compte 881 habitants.

## Géographie
Le village de Kobatovci est situé au nord de la Bosnie-Herzégovine, plus précisément au nord de la seconde ville du pays, Banja Luka, de son agglomération et de son aéroport, ainsi qu'au sud de la commune de Bosanski Aleksandrovac. Le village est traversé par une route.

## Démographie

### Évolution historique de la population dans la localité
| 1948 | 1953 | 1961 | 1971 | 1981 | 1991 | 2013 |
| ---- | ---- | ---- | ---- | ---- | ---- | ---- |
| -    | -    | 648  | 665  | 809  | 843  | 881  |

|  |